# IMadering
IMadering — мультипротокольный клиент мгновенного обмена сообщениями. Поддерживает протоколы ICQ, XMPP, MRA, Twitter.

## Описание
IMadering расшифровывается как «I Made Ring» — «Я создал кольцо» или «Создай свой круг общения», а первые два символа являются аббревиатурой от Instant messenger (IM). Новая версия IMadering начиная с версии 5.0.0 alpha пишется в режиме полной совместимости и возможности полноценной работы в Wine под операционной системой Linux. Клиент считается мультипротокольным, но другие протоколы (такие как XMPP, AIM, MRA и т. п.) пока только в стадии разработки.

## История
- Первая версия клиента базировалась на исходных кодах программы &RQ и носила название «RQ Black Rat». Изначально код IMadering был основан на библиотеке TICQClient[1], разработанной в 1996 году молдавским программистом Алексем Демченко. Впоследствии эта библиотека неоднократно дополнялась многими разработчиками. Исходные коды библиотеки, использованной в данном клиенте, можно скачать с официального сайта.
- В 2007 году автор проекта решил отказаться (начиная с версии 3.0) от использования сторонних библиотек и использования чужого кода.
- В мае 2008 года было объявлено, что клиент переписан с нуля. При этом акцент делался на повышение скорости работы программы и простоту программного кода.
- 25 ноября 2008 года разработка проекта закрыта. О чём автор сообщил на своем форуме-блоге[2]:

У меня больше нет желания продолжать этот проект… Все кому будут полезен открытый и доступный для скачивания на сайте код моего мессенджера, могут использовать его как захотят.
- 4 мая 2009 года автор написал в своём блоге[3]:

Жить без проекта стало скучновато. Думаю продолжить его, но на этот раз уже под GPL полностью открытым…
- 3 апреля 2012 автор сообщил, что разработка программы остановлена, в связи с созданием нового, непохожего на QIP, IM-клиента. Заинтересованным в продолжении разработки программы IMadering программистам, предложено самостоятельно продолжить проект. На 25.03.2013 проект по прежнему неактивен.

## Автор
Автором проекта является российский программист Эдуард Толмачёв из города Краснодара.

## Исходные коды
Исходные коды программы доступны на официальном сайте проекта под лицензией GPL.